# Mirosława Kwiecień
Mirosława Lucyna Kwiecień – polska ekonomistka, dr hab. nauk ekonomicznych, profesor nadzwyczajny Zakładu Nauk Ekonomicznych Wydziału Nauk Technicznych i Ekonomicznych Państwowej Wyższej Szkoły Zawodowej im. Witelona w Legnicy.

## Życiorys
Mirosława Kwiecień od 1968 roku do 2014 była pracownikiem Uniwersytetu Ekonomicznego we Wrocławiu, na którym wcześniej uzyskała dyplom magistra (1968) i stopień naukowy doktor nauk ekonomicznych (1976). W 1992 – również na macierzystej uczelni – habilitowała się na podstawie dorobku naukowego i pracy zatytułowanej Rachunkowość jako narzędzie zarządzania. System z bazą wiedzy. Została zatrudniona na stanowisku profesora w Instytucie Rachunkowości na Wydziale Zarządzania, Informatyki i Finansów Uniwersytetu Ekonomicznego we Wrocławiu, a także w Wyższej Szkole Handlu i Rachunkowości.
Objęła funkcję profesora nadzwyczajnego w Zakładzie Nauk Ekonomicznych na Wydziale Nauk Technicznych i Ekonomicznych w Państwowej Wyższej Szkole Zawodowej im. Witelona w Legnicy.

## Publikacje
- 2005: Harmonizacja rachunkowości a standardy edukacji, [w:] Standardy edukacyjne rachunkowości - praktyka i stan badań[1]
- 2007: Współczesne społeczeństwo wiedzy a rachunkowość. w:WIEDZA I INNOWACJE W ROZWOJU GOSPODARKI: SIŁY MOTORYCZNE I BARIERY[1]
- 2007: Aktywa niematerialne - kapitał wiedzy - wycena[1]
- 2009: Ład korporacyjny a sprawozdanie finansowe[1]